# José de los Santos Marquina
José del Espíritu Santo Marquina Maldonado, (n. 24 de junio de 1798 f: Tabay, Venezuela, 5 de diciembre de 1863) fue un militar y político venezolano, uno de los próceres de la Independencia de Venezuela, trasciende a la historia como el Capitán Santos Marquina. 
Hijo de Alonso Marquina que falleció el día 30/3/1823, y María Antonia Maldonado, Marquina aparece incorporado en el Ejército de la Campaña Admirable en octubre de 1813, cuando éste tenía 15 años de edad, probablemente bajo la influencia de Simón Bolívar en su paso por Tabay. Posteriormente luchó como subteniente al lado del Libertador en la Batalla de Ayacucho. Marquina permaneció leal a Bolívar y después de 15 años regresó a Mérida siendo Capitán del Ejército de la Gran Colombia. Marquina fue alcalde Primero de Tabay y murió años más tarde en la pobreza. El Municipio Santos Marquina fue nombrado en honor del prócer.
- Datos: Q11686252